# Villa Amann

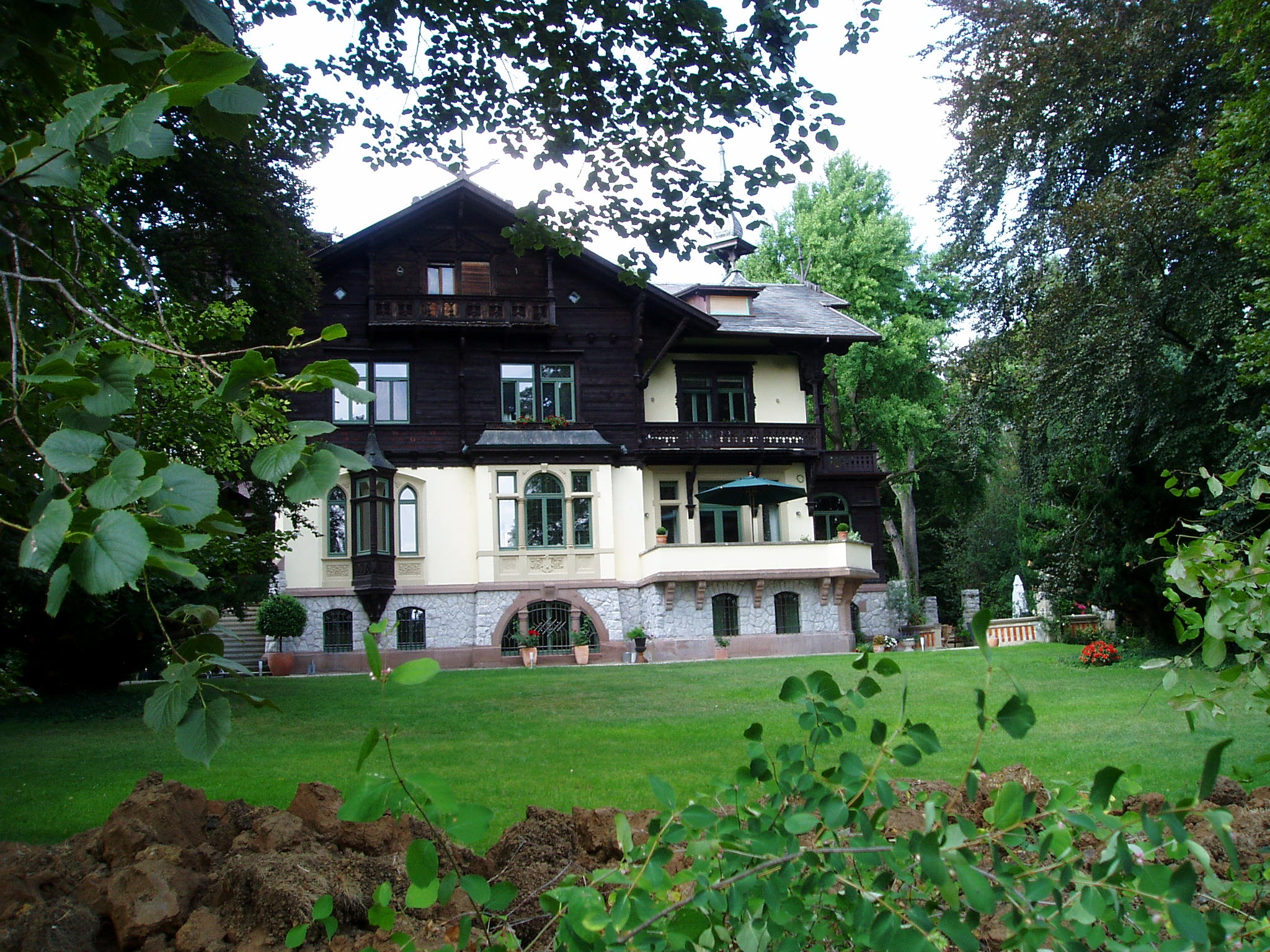
Villa Amann in Bönnigheim

Die Villa Amann, in der Kirchheimer Straße 15 in Bönnigheim, ist ein denkmalgeschütztes Gebäude, das im Jahre 1900 von Adolf Braunwald für den Textilfabrikanten Alfred Amann nach dem Vorbild der Villa la Planta in St. Moritz im Schweizerhausstil errichtet worden ist. Ernst Bader malte die Villa aus.  